# Oencia
Oencia è un comune spagnolo di 457 abitanti situato nella comunità autonoma di Castiglia e León.